# 富田農場

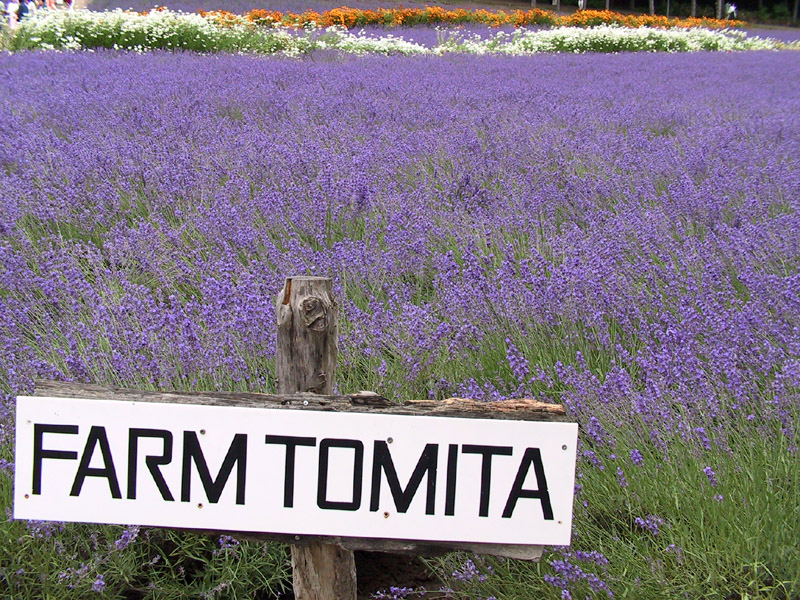
富田農場花田中的的立牌

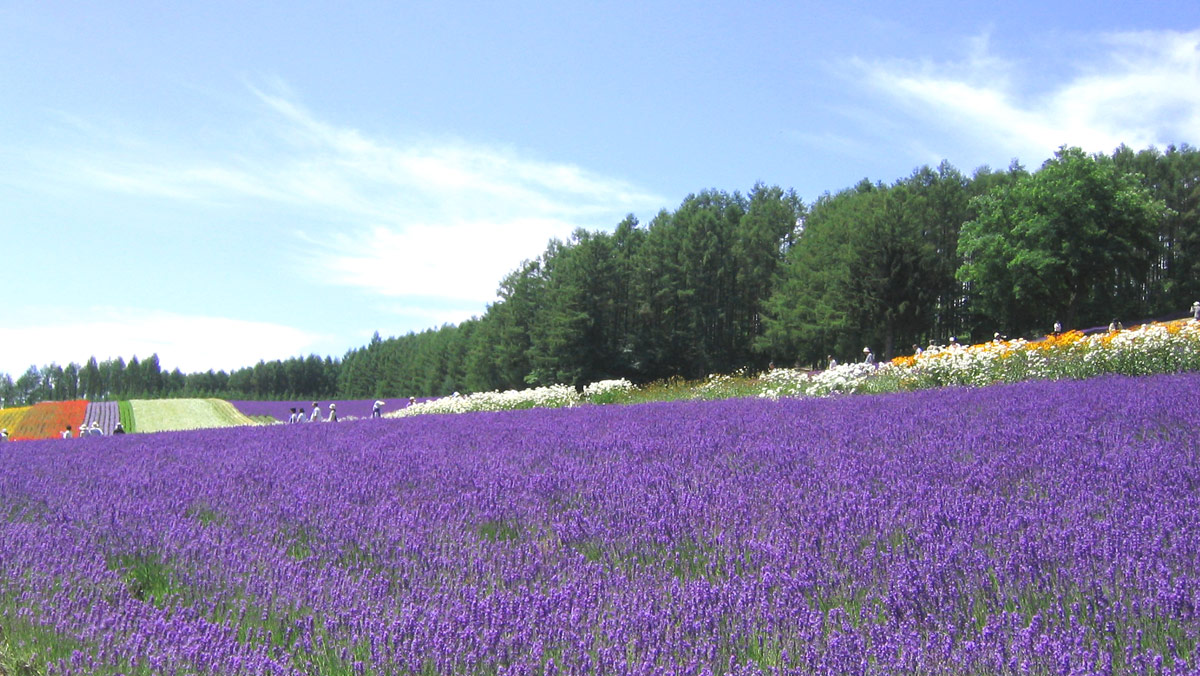
富田農場著名的薰衣草花田

富田農場是位於日本北海道空知郡中富良野町北星地區（實際位置介於上富良野町及中富良野町之間）一個種植花卉的農場，以大面積的薰衣草花田聞名，亦有種植其他各類花卉，如罌粟花、菊花等。農場內建有設施，製作各類花卉成品。由於花田的面積相當廣闊，且顏色鮮艷，近年農場更成為旅遊熱點，是旅遊北海道人士必到之處。

## 農場特產
- 薰衣草及相關製品：如乾花、香水、香皂等
- 冰淇淋與彈珠汽水：配合富田農場本身的薰衣草栽植，與鄰近地區的名產，農場內有銷售薰衣草、哈密瓜（夕張名產）及牛乳（北海道名產）等口味的零食與飲料。

## 特色景點
- 五彩花田：以薰衣草、罌粟花、菊花等不同顏色花卉組成的花田，綿延逾百米，遠觀時花田就如彩帶一般。
- 花人之舍：農場中的特色建築物，其內售賣各類花卉製成品及紀念品。
- 蒸餾之舍：製作薰衣草精華油蒸餾設備的小廠房。

## 交通
道路交通方面，富田農場緊鄰國道237號，是來到此地遊客的主要進出路線。在鐵路交通方面，雖然隸屬於JR北海道的富良野線經過只有一河之隔的鄰近區域，但距離兩頭的最近車站都還有相當的距離，為了方便來此觀光的遊客，自1999年起鐵路公司在距離富田農場約500公尺左右的富良野線上搭蓋了一個只有夏季與秋季賞花期時才存在的臨時性車站——薰衣草花田車站，以便讓專門行駛於旭川與富良野之間的觀光小火車富良野·美瑛慢車號停靠。欲參訪富田農場的遊客可以在此臨時車站下車後步行五分鐘至農場參觀，然後再步行至鄰近的其他車站搭車或等待下一班觀光小火車前來接駁。

## 外部連結
- 富田農場網站 （页面存档备份，存于）

43°25′8.02″N 142°25′35.69″E / 43.4188944°N 142.4265806°E